# RPF-jongeren
De RPF-jongeren was de jongerenorganisatie van de RPF, opgericht in 1984. Op haar hoogtepunt had de organisatie 1700 leden. Vanaf 1992 gaf ze het blad Alert uit.
Op 23 september 2000 fuseerden de RPF-jongeren met het Gereformeerd Politiek Jongeren Contact tot PerspectieF, de jongerenorganisatie van de ChristenUnie.

## Geschiedenis

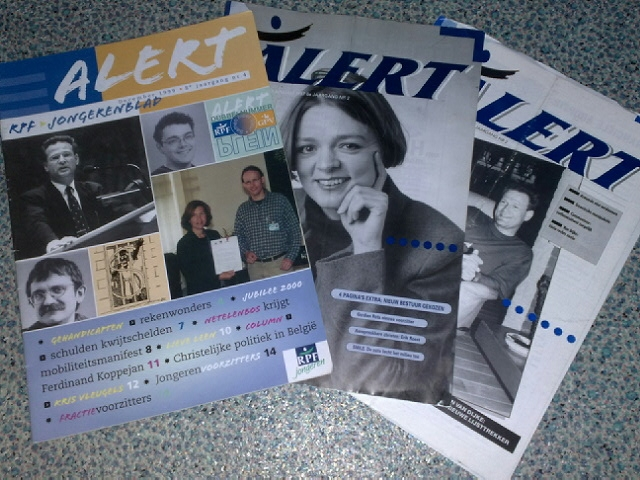
Covers van het RPF-jongerenblad Alert

De RPF-jongeren werd op 15 september 1984 opgericht onder de naam RPJO. Dit gebeurde op initiatief van het Federatiebestuur van de RPF. Het bestuur van de RPF was lange tijd huiverig geweest een jongerenorganisatie op te richten vanwege de negatieve ervaringen met de jongerenorganisatie Arjos binnen de ARP. De eerste voorzitter was Gerrit Kramer. Het bureau van de RPF-jongeren zat in bij het partijbureau van de RPF in Nunspeet. Aan het begin van 1987 telde de organisatie 235 leden. In dat jaar stapte de lokale CJDA-afdeling uit Dordrecht in haar geheel over naar de RPF-jongeren uit onvrede met de koers van de moederpartij. In 1990 had de jongerenorganisatie 1210 leden. In datzelfde jaar veranderde zij haar naam in RPF-jongeren. Vanaf 1992 verscheen het blad Alert. Daarvoor was geëxperimenteerd met het toesturen van het blad van de GPV-jongeren, met daarin een bijlage met nieuws van de RPF-jongeren.
In de jaren 90 organiseert de jongerenorganisatie jaarlijks een congres waar onder andere bekende muzikanten als Nina Anström en Adrian Snell optraden. In het voorjaar van 1996 treedt Esmé Wiegman-van Meppelen Scheppink aan als nieuwe voorzitter, maar na een paar maanden stapt zij alweer op vanwege onenigheid binnen het bestuur. In reactie daarop zette de Algemene Ledenvergadering het gehele bestuur af omdat zij niet als eenheid functioneerde.
Aan het einde van de jaren 90 zochten de RPF-jongeren onder leiding van Gerdien Rots toenadering tot de jongerenorganisatie van het GPV, mede omdat de moederpartijen ook bezig waren toenadering tot elkaar te zoeken. De organisatie van de RPF-jongeren functioneerde op dat moment vooral op landelijk niveau, omdat er lokaal nauwelijks actieve leden waren. Er waren ongeveer veertig actieve leden. De commissie Hermes werd gevormd door leden van beide jongerenorganisaties. De commissie was verantwoordelijk voor de totstandkoming van de fusie. Op 23 september 2000 ging de RPF-jongerenorganisatie samen met het GPJC op in PerspectieF, ChristenUnie-jongeren.

## Landelijk voorzitters
| van  | tot  | naam                                |
| ---- | ---- | ----------------------------------- |
| 1984 | 1986 | Gerrit Kramer                       |
| 1986 | 1988 | Hans Hekstra                        |
| 1988 | 1993 | Paul Blokhuis                       |
| 1993 | 1996 | Theo Krins                          |
| 1996 | 1996 | Esmé Wiegman-van Meppelen Scheppink |
| 1997 | 1999 | Gerdien Rots                        |
| 1999 | 2000 | Hans Valkenburg                     |